# Бречеле (Салерно)
Бречеле је насеље у Италији у округу Салерно, региону Кампанија.
Према процени из 2011. у насељу је живело 173 становника. Насеље се налази на надморској висини од 346 м.